# Lagynodes gastroleius
Lagynodes gastroleius är en stekelart som beskrevs av Paul Dessart 1987. Lagynodes gastroleius ingår i släktet Lagynodes och familjen trefåresteklar. Inga underarter finns listade i Catalogue of Life.